# جاتی عمره
جاتی عمره (به انگلیسی: Jati Umra) یک منطقهٔ مسکونی در پاکستان است که در پنجاب واقع شده‌است.